# Bundesstraße 482
Die Bundesstraße 482 (Abkürzung: B 482) ist eine besonders im südlichen Abschnitt wichtige Bundesstraße, die zusammen mit der parallel verlaufenden B 61 eine Verbindung von der A 2 bei Porta Westfalica in Richtung Nienburg/Weser darstellt.
Insbesondere schwere Lkw nutzen daher diese Strecke von der A 2 kommend bis zur Weserbrücke der Landesstraße 770 (L 770) bei Petershagen, wo sie meist auf die B 61 wechseln. Etwa fünf Kilometer nördlich von Porta Westfalica kreuzt die Straße die B 65 bei Meißen.
Nachdem es in der Vergangenheit eine hohe Zahl schwerer Verkehrsunfälle auf der B 482 gegeben hatte, wurden viele Bereiche auf Kosten des einst breiten Randstreifens in eine Richtung zweispurig gestaltet. Mehrere Radarkontrollen, Überholverbote und Geschwindigkeitsbegrenzungen, sowie der Hinweis auf Nutzung von Tagfahrlicht/Abblendlicht ergänzen den Plan zur erhöhten Verkehrssicherheit. Kreuzungen wurden weitgehend vermieden oder zu Auf- und Abfahrtssystemen umgebaut.
Nördlich der L 770 ist noch das alte Bild der B 482 erhalten, mit breiten Randstreifen, gefährlichen Überholgelegenheiten in leichten Kurven und Ampelkreuzungen.
An der Schnittstelle von L 770 und B 482 bei Petershagen-Lahde steht das Kohlekraftwerk Heyden mit Schiffszugang zur Weser, an dem man sich leicht orientieren kann, da man es schon von Porta Westfalica aus am Horizont sehen kann.

## Rotwildbezirk
Im Kreis Minden-Lübbecke bildet die B 482, als markantes Bauernlineal die westliche Grenze des Rotwildbezirkes Minden.